# بیلی سور آیزنه
بیلی سور آیزنه (به فرانسوی: Billy-sur-Aisne) یک کمون در فرانسه است که در ان (ا-دو-فرانس) واقع شده‌است. بیلی سور آیزنه ۷٫۴۷ کیلومتر مربع مساحت دارد ۷۲ متر بالاتر از سطح دریا واقع شده‌است.